# Ulrich Jahn
Ulrich Jahn (* 15. April 1861 in Züllchow, Kreis Randow; † 20. März 1900 in Berlin) war ein deutscher Germanist, Volkskundler und Erzählforscher. Er veröffentlichte u. a. drei Bände von Volkserzählungen: Sagen, Schwänke und Märchen. Das bekannteste Buch, Volksmärchen aus Pommern und Rügen, brachte ihm den Ruf als der „pommersche Grimm“ ein.

## Leben

### Bildung
Ulrich Jahn war eines der zehn Kinder von Gustav Jahn (1818–1888) und seiner Frau Dorothea geb. von Dieskau. Sein Vater Gustav Jahn war Vorsteher des Züllchower Rettungshauses sowie der Brüderanstalt der Inneren Mission. Nach dem Besuch des Marienstiftsgymnasiums in Stettin studierte Jahn zunächst Theologie und Philosophie in Leipzig und Berlin. Bald belegte er aber Lehrveranstaltungen in Germanistik. Nach dem Wechsel 1882 an die Universität Breslau war er beeindruckt von den Vorlesungen des Germanisten Karl Weinhold über die deutsche Mythologie. Bei ihm promovierte Jahn 1884, kurz vor seinem 23. Geburtstag. Die übrigens seinem Vater gewidmete Dissertation bildete ein abgeschlossenes Kapitel seiner noch im gleichen Jahr erschienenen Schrift über die Opferbräuche der Deutschen. 1885 legte er das Staatsexamen in den Fächern Religion und Deutsch ab und ab dem gleichen Jahr arbeitete er als Oberlehrer an einem Gymnasium in Stettin.

### Stettin
Nach der Rückkehr in seine Heimat widmete sich Jahn – neben der Berufsarbeit – dem Sammeln von mündlichem Erzählgut – Sagen, Märchen, Schwänken und anderen Geschichten – der Landbevölkerung. Gelegenheit dazu boten ihm die von seinem Vater geleitete Züllchower Anstalten, in denen es neben den Brüdern der Inneren Mission, Lehrkräften, medizinischem Personal und Bediensteten mehr als hundert Zöglinge sowie ehemalige Sträflinge und Kranke aus dem Regierungsbezirk Stettin und auch aus dem übrigen Pommern gab. Auf der Suche nach Geschichten unternahm er außerdem zielgerichtete Wanderungen durch die Provinz. Sein Bestand umfasste schon bald 670 Sagen, von denen er nach eigener Aussage 2/3 selbst gesammelt hatte. 1886 gab er einen dicken Band von Sagen heraus, der eine erstaunliche Leistung darstellte: nicht nur des großen Umfangs wegen, sondern weil er damit Quellengenauigkeit und Systematik sowie theoretische Einbettung verband. Im Zusammenhang mit der Herausgabe kam es jedoch zu Kontroversen mit dem hinterpommerschen Erzählforscher Otto Knoop (1853–1931) in Bezug auf eine mögliche Zusammenarbeit, Forschungsmethoden und -ergebnisse. Auf dem Kongress der „Gesellschaft für Pommersche Geschichte und Alterthumskunde“ in Stettin wurde Jahn am 1. April 1886 in deren Vorstand und in den Redaktionsausschuss der „Baltischen Studien“ gewählt, einer von der Gesellschaft herausgegebenen Zeitschrift zur pommerschen Geschichte, Kunst und Volkskunde.

### Berlin
Der Arzt und damalige Reichstagsabgeordnete Rudolf Virchow, mit dem Jahn auf dem Kongress näher in Berührung kam, überredete ihn offenbar, nach Berlin zu ziehen und durch seine Beziehungen verhalf er ihm, noch vor dem Sommer 1886 an ein Berliner Gymnasium zu wechseln. In Berlin heiratete Jahn noch im gleichen Jahr und gründete seinen Hausstand.
Seit 1887 sammelte Jahn verstärkt materielle Volkskultur, d. h. Bauerntrachten und Bauerngerätschaften, die damals bereits als „Altertümer“ galten. Im Sommer 1888 besuchte er die Halbinsel Mönchgut auf Rügen, den Pyritzer Weizacker und die alte Friesenkolonie Jamund bei Köslin, um entsprechende Gegenstände zu erwerben. Zusammen. mit dem Berliner Bankier und Kunstsammler Alexander Meyer-Cohn konzipierte er das „Museum für deutsche Volkstrachten und Erzeugnisse des Hausgewerbes“. Die beiden besorgten dann einen Großteil der Exponate und gründeten 1889 das Museum in der von Vierchow geförderten Ausstellung im Palais Creutz in der Klosterstraße. Aus diesem Museum ging das Berliner Museum für Volkskunde hervor, dessen erhaltene Bestände 1999 vom Museum Europäischer Kulturen übernommen wurden.
Nachdem Jahns ehemaliger Lehrer Karl Weinhold zu Ostern 1889 nach Berlin gekommen war, um die ihm angebotene Professorenstelle an der Universität zu übernehmen, initiierte Jahn die Gründung eines Vereins für Volkskunde. Seine Leitung übernahmen Weinhold als Vorsitzender und Vierchow als sein Stellvertreter, während Jahn Schriftführer, Autor und Redakteur der von Weinhold herausgegebenen „Zeitschrift des Vereins für Volkskunde“ wurde. In der folgenden Zeit (bis Ende 1891) prägte Jahn in entscheidender Weise das Auftreten des Vereins: er hielt mindestens vier Vorträge pro Jahr, in der Vereinszeitschrift erschienen mehrere seiner Aufsätze und Rezensionen sowie regelmäßig die Monatsprotokolle In dieser Zeit erschienen auch zwei weitere Bücher: Schwänke und Schnurren aus Bauern Mund (1890) und vor allem das Sammelwerk, worauf sich im Wesentlichen sein Nachruf stützt: Volksmärchen aus Pommern und Rügen. Erster Teil (1891). Obwohl Jahn noch viel Material hatte, sind weitere Teile nicht mehr erschienen, da er in der Folgezeit neue Interessen entwickelte und das Interesse verlor, dieses Projekt fortzusetzen.
Er fuhr regelmäßig eine längere Zeit lang an den Wochenenden nach Altona bei Hamburg, um an der Einrichtung eines Museums mitzuwirken. Im Sommer 1891 hielt er sich auf der German Exhibition in London auf, wo er eine Ausstellung deutscher Volkstrachten und häuslichen Inventars gestaltete. Im Dezember 1891 ließ sich Jahn nicht mehr zum Schriftführer des Vereins wählen, was er damit begründete, dass er an den von ihm geplanten ethnographischen Reisen nicht gehindert werden wollte. Er blieb aber weiter Mitglied des Geschäftsausschusses. Zu dieser Zeit beschäftigte er sich bereits mit den Planungen für die World’s Columbian Exposition 1893 in Chicago. In diesem Zusammenhang reiste er 1892 durch deutschsprachiges Gebiet zwischen Friesland und Südtirol, um nach Exponaten zu suchen.

### Reisender Kunst- und Antiquitätenhändler
Jahn reiste auch mehrmals nach Chicago, um den Aufbau eines deutschen Dorfes auf der Weltausstellung vor Ort zu beaufsichtigen. Dies war eine Zeit lang seine Hauptaufgabe. Da der ihm mehrmals gewährte Urlaub vom Lehramt nicht mehr reichte, verzichtete er auf seine gesicherte Stelle. Zu dem Rückzug aus Deutschland mögen ihn, mindestens teilweise die ständigen Angriffe von Otto Knoop und Edmund Veckenstedt bewogen haben. Anfang 1893 hielt er noch einen Vortrag bei dem Berliner Verein für Völkerkunde, der sich als sein letzter Vortrag erweisen sollte. Anschließend war er praktisch ausschließlich als Kunst- und Antiquitätenhändler tätig. Wie der von ihm enttäuschte Karl Weinhold in dem späteren Nachruf schilderte, war Jahn auch ein begabter Geschäftsmann und diese Eigenschaft, die allmählich immer mehr Platz in seinem Leben einnahm, erfüllte ihn – nachdem er das amerikanische Treiben kennen gelernt hatte – völlig. Jahn verlegte seinen Wohnsitz nach London, wo er auch ein kleines Museum einrichtete. Die Geldgeschäfte verwickelten ihn in einen zweijährigen Prozess. Außerdem fing er an, sich für die afrikanische Volkskultur zu interessieren. Diese von häufigen Reisen geprägte Zeit bleibt ziemlich undurchsichtig. Obwohl sich Jahn sehr viel im Ausland aufhielt, blieb er mit Deutschland verbunden und bei jedem seiner Deutschlandaufenthalte besuchte er seine Angehörigen in Züllchow.
Jahn starb überraschend in Berlin infolge einer kurzen Krankheit. Er wurde in Züllchow beigesetzt, sein Grab existiert nicht mehr.

## Märchen aus Pommern
Ulrich Jahns bekanntestes Buch Volksmärchen aus Pommern und Rügen enthält 62 Märchen sowie eine ausführliche und anschauliche – anekdotenhafte – Beschreibung seiner Sammelerlebnisse und Sammelerfahrungen. Einige weitere Märchen, die Jahn als Varianten einstufte, gibt es noch in den umfangreichen Anmerkungen. Dieses Buch ist die größte Sammlung pommerscher Märchen. Jahns Rivale und Kritiker Otto Knoop brachte in seinem Buch Volkssagen, Erzählungen, Aberglauben, Gebräuche und Märchen aus dem östlichen Hinterpommern (1885) nur 15 Märchen. Alfred Haas veröffentlichte in seinem Buch Rügensche Sagen und Märchen (1891) sogar nur 8 Märchen. Auch die Sammler, die ihre Arbeiten nach Jahn veröffentlichten, wie Hugo Findeisen, Hugo Stübs und Wilhelm Schmidt, konnten nicht annähernd die Anzahl von Jahn erreichen. Jahn „setzte in seiner Heimatlandschaft die durch die Brüder Grimm eingeleitete wissenschaftliche Beschäftigung mit den Märchen in einer Weise fort, die diesem besondern Zweig der Folkloristik neue Impulse gab.“
Jahns Märchen stammen nicht aus dem ganzen Pommern. Am zahlreichsten sind die Märchen aus dem Gebiet an der Oder, konkret aus den Landkreisen Ueckermünde, Randow, Pyritz und Saatzig, sowie aus dem Landkreis Schlawe in Hinterpommern, während das nördliche Vorpommern und Rügen gar nicht vertreten sind. In Jahns Märchen fällt der Ton auf, der weithin auf den sprachlichen Eigenarten der lebendigen Volkserzählung beruht, doch von Jahn in deren Wirkung vielfach verstärkt wurde. Durch eigene poetische Gestaltung brachte Jahn die Texte zu einer eindrucksvollen Einheit von Inhalt und Form. Stilistisch folgt er Wilhelm Grimm, indem er solche Mittel verwendet wie formelhafte Wendungen am Beginn und Ende der Texte, sprichwörtliche Redensarten und Vergleiche, Stab- und Endreim (simmen und summen, geknufft und gepufft), Doppelsetzung von Verben und Adjektiven (er aß und aß; leise leise), schallnachahmende Lautmalerei (er lief trapp trapp) usw. Darüber hinaus verwendet Jahn rhetorische Fragen und direkte Leserzuwendungen, die das Gefühl der erzählerischen Unmittelbarkeit vertiefen.
Jahns Ausgabe richtete sich vor allem an wissenschaftlich interessierte Leser und es gab davon keine Nachauflagen. Seine Märchen erschienen aber in zahlreichen viel dünneren Volksausgaben, die aus einer deutlich kleineren Anzahl der Märchen bestanden. Gerade diese vor allem an die Kinder gerichteten Ausgaben brachten Jahn den Ruhm.

## Schriften
- Die deutschen Opfergebräuche bei Ackerbau und Viehzucht. Ein Beitrag zur deutschen Mythologie und Alterthumskunde. Koebner, Breslau 1884. (Erweiterung seiner Dissertation Die abwehrenden und die Sühnopfer der Deutschen. Nachdruck: Hildesheim : Olms 1977, ISBN 3-487-06157-0; Hamburg : Severus-Verlag 2011, ISBN 978-3-86347-070-8).
- Volkssagen aus Pommern und Rügen. Dannenberg, Stettin 1886  (Google Books) (2. Auflage Berlin : Mayer u. Müller 1889; Neuausgabe: neu ediert und mit Erläuterungen versehen von Siegfried Neumann und Karl-Ewald Tietz, Bremen u. Rostock : Edition Temmen 1999, ISBN 3-86108-733-2).
- Hexenwesen und Zauberwesen in Pommern. In: Festschrift zum 17. Kongress der Deutschen Anthropologischen Gesellschaft in Stettin. Komm.-Verlag von Koebner, Breslau 1886. (Nachdruck: Niederwalluf bei Wiesbaden : M. Sändig 1970, ISBN 3-500-22490-3).
- Das Volksmärchen in Pommern. In: Jahrbuch des Vereins für niederdeutsche Sprachforschung. 1886, S. 151–161 (Vortrag auf der 13. Jahresversammlung des Vereins für niederdeutsche Sprachforschung in Stettin am 31. Mai 1887, zweite Ausgabe: In: Monatsblätter der Gesellschaft für Pommersche Geschichte und Altertumskunde. 1, 1887, S. 113–121 u. 129–137).
- Schwänke und Schnurren aus Bauern Mund. Mayer & Müller, Berlin 1890. (Neudruck: Berlin : Contumax 2008, ISBN 978-3-86640-409-0).
- Volksmärchen aus Pommern und Rügen. Erster Teil. Wilhelm Engelmann, Norden und Leipzig 1891. (Nachdruck: Hildesheim : Olms 1973, ISBN 3-487-04700-4; Neuausgabe: neu ediert und mit Erläuterungen versehen von Siegfried Neumann und Karl-Ewald Tietz, Bremen u. Rostock : Edition Temmen 1998, ISBN 3-86108-711-1).